# Tropidodryas serra
Tropidodryas serra är en ormart som beskrevs av Schlegel 1837. Tropidodryas serra ingår i släktet Tropidodryas och familjen snokar. Inga underarter finns listade i Catalogue of Life.
Denna orm förekommer i östra Brasilien i delstaterna São Paulo, Santa Catarina, Rio Grande do Sul, Rio de Janeiro, Paraná, Minas Gerais, Espírito Santo och Bahia. Arten lever i låglandet och i kulliga områden upp till 400 meter över havet. Individer vistas i Atlantskogen. De klättrar i träd och rör sig på marken. Födan utgörs av groddjur, ödlor, småfåglar och små däggdjur. Kroppslängden utan svans går upp till 830 mm. Honor lägger ägg.
Beståndet hotas regionalt av skogsröjningar. Antagligen har Tropidodryas serra bra anpassningsförmåga. IUCN kategoriserar arten globalt som livskraftig.